# Yonquis y yanquis
Yonquis y yanquis es una obra de teatro de José Luis Alonso de Santos, estrenada en 1996 con dirección de Francisco Vidal, en el teatro Olimpia del Centro Dramático Nacional.

## Argumento
Ángel es un joven conflictivo, ex-recluso y ex-toxicómano, que tras salir de prisión retorna a su hogar en un barrio marginal, cercano a una base militar estadounidense. El entorno que lo rodea no es el más apropiado para su reinserción y así se ve envuelto en una reyerta entre los jóvenes yonquis del barrio y los militares norteamericanos como consecuencia de un enfrentamiento por la hermana de Ángel, que ejerce la prostitución y que ha sido maltratada por el "yanqui" Taylor. Sólo su abogada, enamorada de él, cree verdaderamente, en sus posibilidades de recuperación social.

## Estreno
El 11 de septiembre de 1996 en la Sala Olimpia de Madrid.
- Dirección: Francisco Vidal.
- Escenografía y vestuario: Ana Garay.
- Música: Extremoduro.
- Intérpretes: Daniel Guzmán (Ángel), Nieve de Medina (Tere),  Fernando Conde (el padre), Emilio Buale (Taylor), Mariano Venancio, Silvia Espigado, Alfonso Lara, María Jesús Hoyos, Gonzalo Gonzalo, María Álvarez.